# Темза (Шанхай)

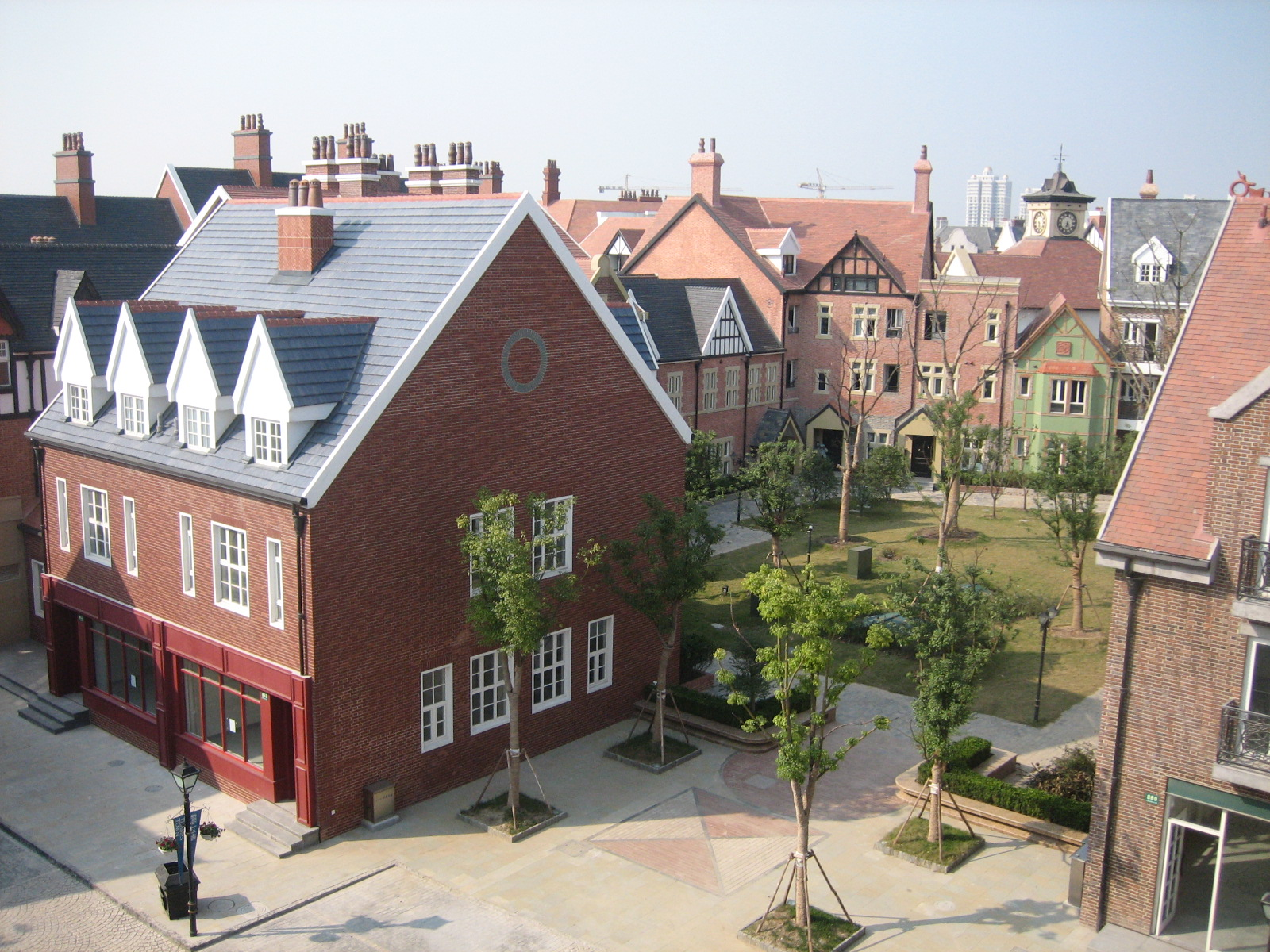
Будинок в англійському стилі

Місто Темза (кит.: 泰晤士小鎮; піньїнь: tài wù shì xiǎo zhèn; англ. Thames Town) — тематичне англійське містечко (мікрорайон) у Новому місті Сунцзян, у районі Сунцзян, Шанхай, КНР. Містечко розташоване на притоці річки Янцзи. Тут також протікають невеликі річки й канали. Назва селища походить від назви річки Темза, що в Англії. Архітектурний стиль мікрорайону імітує англійський класицизм.
Темза є одним із 9 тематичних містечок, котре побудоване за програмою «Одне місто — дев'ять містечок» (спрощ.: “一城九镇”) Шанхайської комісії з планування, прийнятої в 2001 році. Всі 9 міст є тематичними: шведське, англійське, італійське, іспанське, американське, голландське, німецьке, традиційне китайське, а також екологічне місто Лінань.
Населення становить 10 000 осіб. Через практичну незаселеність житлового фонду фактична кількість населення значно менша. Будівництво обійшлося в 5 млрд. юанів.

## Економіка
Основною складовою економіки Темзи є розвиток туристичного бізнесу та організація відпочинку і нетрадиційних видів спорту. В основному, економічний розвиток здійснюється за рахунок державних програм розвитку, співпраці із зарубіжними партнерами та інвестицій у розвиток туризму і відпочинку. У плануванні Нового міста та у проектуванні Темзи брали участь ряд шанхайських компаній та архітектурне бюро Аткінса (Велика Британія). Будівництво було розпочате 2001-го і завершене через 5 років у 2005-му.
Житловий фонд вважається порівняно дорогим для пересічних китайців і є доступним переважно для середнього класу. Більшість помешкань призначені для проживання однієї родини. Район вважається «комфортним місцем проживання», а його житловий фонд — вигідним вкладанням коштів, а тому значна частина власників помешкань купують житло саме як «друге житло» і часто не проживають у ньому. Через ці причини у місті більшість помешкань простоюють порожніми, а місто часто називають містом-привидом. На вулицях зазвичай практично відсутні пішоходи та транспортні засоби.
У планах економічного розвитку Темзи та району Сунцзян як основні економічні рушії плануються два напрямки – залюднення практично незаселеного селища і зростання кількості населення Нового міста Сунцзян, що повинно привести до суттєвого зростання споживчого попиту та, у свою чергу, до зростання надходжень, а також, інвестування у розвиток індустріального сектора економіки, у першу чергу – у розвиток і поширення наукомістких технологій в галузі електроніки.

## Архітектура та планування
Вулиці, будинки та планування імітують архітектурний стиль типових англійських містечок різних регіонів Англії, а окремі будівлі є практично точними копіями конкретних будівель, таких, наприклад, як будівля англіканської церкви, що у Кліфтоні (Бристоль), паб Риба&чипси, що у Лайм-Реджис (Дорсет) тощо.
Центром архітектурної композиції є центральна площа, будівлі, що її формують, та головна пішохідна вулиця, навколо яких розташовуються «покручені англійські» вулички. Вулиці вимощені бруківкою, крамнички і будівлі соціального призначення часто мають «кутові входи», розташовані на розі вулиць. Будинки обладнані традиційними англійськими камінами та димарями, які часто взагалі відсутні у типових китайських помешканнях.
Незвичний для китайців архітектурний стиль приваблює пересічних відвідувачів як туристичний об'єкт та місце для фотографування. Найбільш популярними є екзотичні для китайців вулиці, будинки і міські пейзажі як фон для весільних фотографій.
На протилежному, північно-східному березі Дзеркального озера архітектурний колорит Англії органічно доповнює Храм Лю Сю, далі на схід від якого, аж до лінії метрополітену, простягається мальовничий «Центральний парк» району Сунцзян із каскадом мальовничих озер, починаючи із озер «Місячне» «Квітка», та ін. Кварталом південніше від нього розташований «Парк Зі».

## Транспорт
На південь від селища проходить швидкісна автомагістраль Шанхай — Куньмін, яка з'єднує його із центральними районами Шанхая та із його кільцевою автодорогою .
На схід від Темзи, приблизно за 4 км, проходить 9-та лінія Шанхайського метро. Найближчими до нього є дві станції метро  — «Сунцзян Хіньчен» (Нове місто) та «Університетське містечко Сунцзян».

## Освіта та культура
У північній частині Нового міста Сунцзян, безпосередньо у північній частині Темзи та на північ від неї розташувалися навчальні та освітні заклади не тільки району Сунцзян, а і національного та міжнародного значення. Вищі навчальні заклади зосереджені в Університетському містечку Сунцзян, що займає 533 Га. На цій території розташовані:
- Шанхайський університет іноземних мов;
- Шанхайський інститут зовнішньої торгівлі;
- Шанхай університет Лісінь;
- Університет Дунхуа;
- Шанхайський університет інженерних розробок і технологій;
- Східнокитайський університет політичних наук;
- Університет Фудань;
- Шанхайський університет образотворчого мистецтва.

Безпосередньо у північно-західній частині розташований один із кампусів експериментальної міжнародної середньої школи-інтернату «Юе-Кун Пао» (англ. YK Pao School), (кит.: 包玉刚实验学校中学部). Школа двомовна, бікультурна (учні навчаються у англійських та у китайських групах) та інтернаціональна. У ній навчаються як місцеві діти, так і діти із 18-ти країн світу та різних регіонів Китаю. Школа готує своїх випускників до вступу до університетів світового класу і працює у тісній співпраці із аналогічними всесвітньо відомими школами, наприклад такими, як Ітонський коледж (англ. Eton College), Оксфордська початкова школа (англ. Oxford Dragon School) та ін. Школа є членом Ради міжнародних шкіл (англ. Council of International Schools — «CIS»). Школу було відкрито у 2007 році. Загалом, у районі дев'ять середніх шкіл.
Місто вважається місцем для творчих людей. У ньому розташований Художній музей Нового міста Сунцзян, клуб-книгарня, розважальні заклади для проведення концертів для порівняно невеликих аудиторій, виставковий центр міського планування, невеликі готелі. Великі промислові об'єкти, як такі, у місті відсутні.

## Спорт, відпочинок, туризм

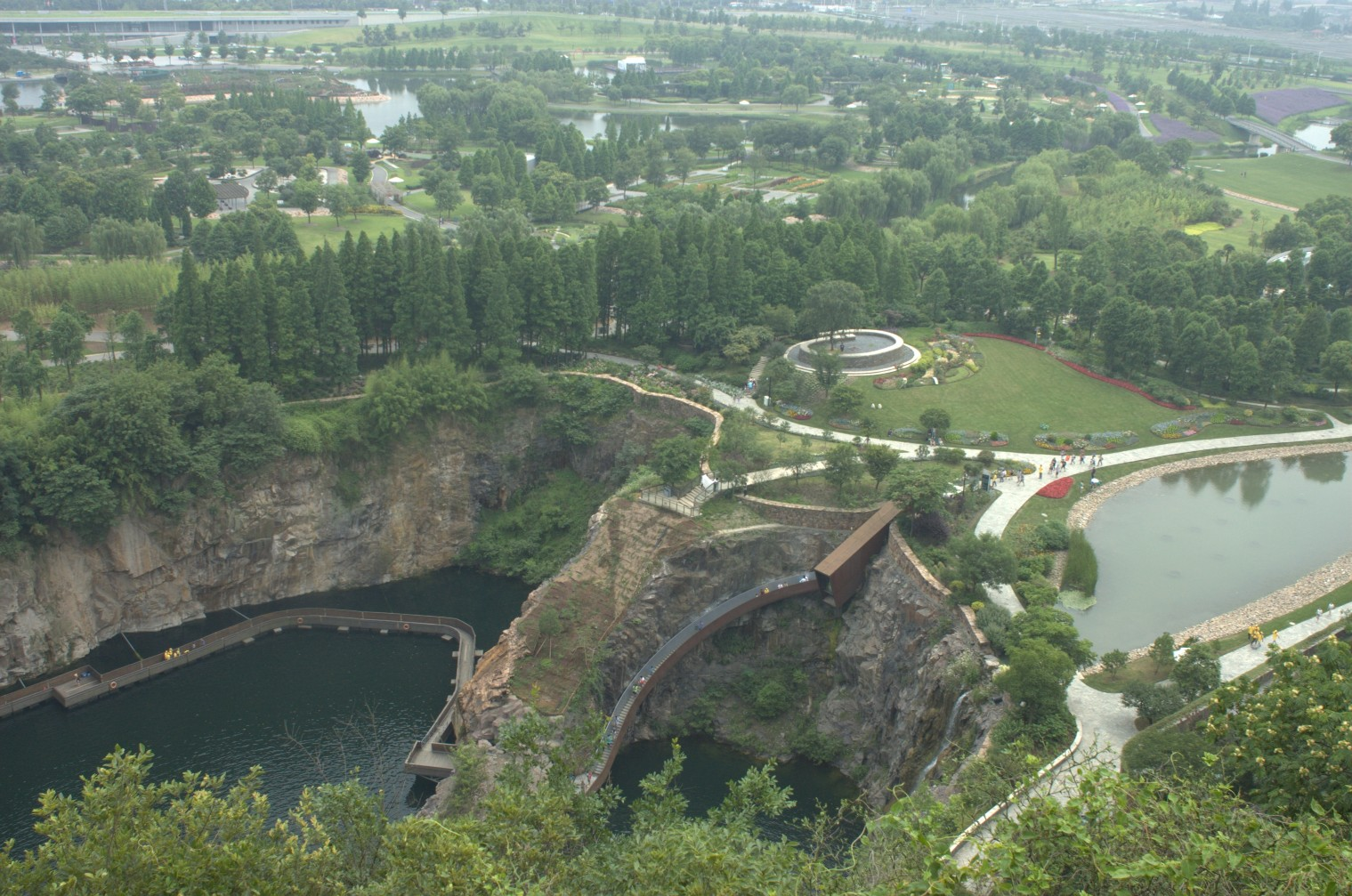
Штучне озеро (Шешань)

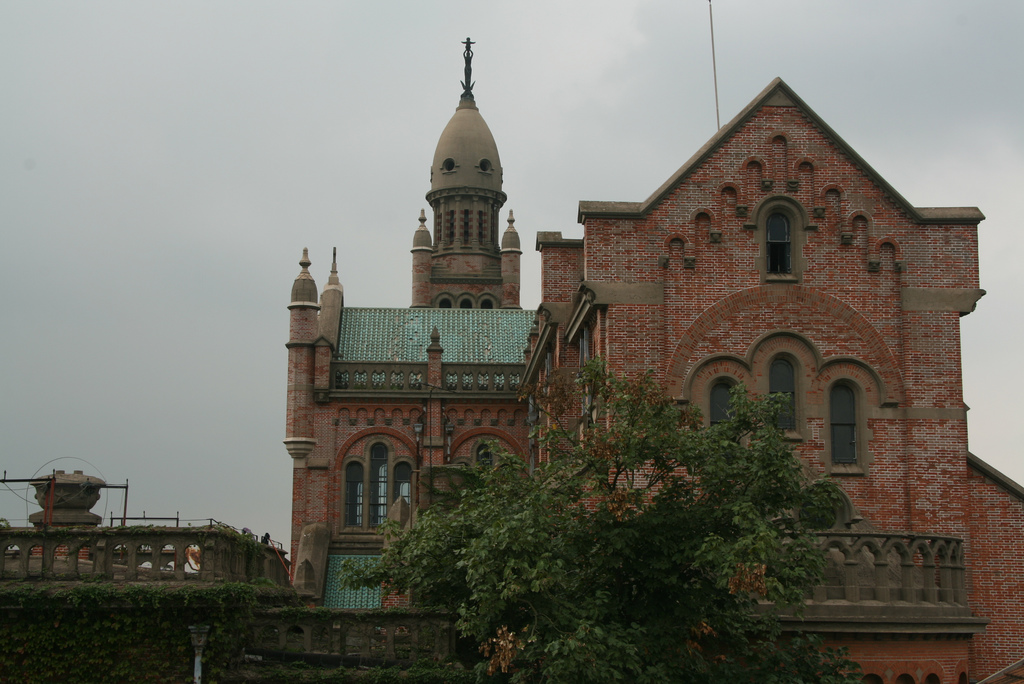
Базиліка Діви Марії (Шешань)

Місто та його околиці приваблюють відвідувачів, яких цікавлять такі нетрадиційні види спорту як веслування на байдарках і каное, та альпінізм. Саме місто та його околиці помережені річками і каналами, прокладеними між ними та між мальовничими озерами, де проходять як прості прогулянки, так і фестивалі для любителів повеслувати, тренування та змагання.
Любителі видиратися на скелі прямують на північ від селища до мальовничої гористої місцевості Шешань, окрасами якої є Шанхайський ботанічний сад Шеньшань та мальовниче штучно створене озеро серед стрімких урвищ туфового кар'єру. Місцина Шешань також приваблює туристів і відвідувачів такими об'єктами:
- Шешаньський національний лісопарк;
- Шешаньська обсерваторія та Шанхайський астрономічний музей;[8]
- Курорт Шешань із готельним та ресторанним комплексами;
- Палац витончених мистецтв Феншеньбан;
- Археологічний сайт Ґуанфулінь та «Парк реліквій Ґуанфу́лінь»;
- Тематична природна зона «Європейський світ» (кит.: 欧罗巴世界乐园);
- Римо-католицька Базиліка Діви Марії тощо.

Поряд із місциною станція метро Шешань.
Прогулянкові судна, які відпливають від причалів озера Хуатін (Дзеркального озера) (кит.: 镜湖), що поряд із центральною площею, обслуговують ряд екскурсійних річкових маршрутів як Темзою, так і Новим містом Сунцзян та їхніми околицями. Біля причалу найекзотичніший у районі плавучий водний ресторан Цзуй-Цзінь («Смарагдовий Кристал») (кит.: 翠晶水上餐厅).